# Carcharhinus hemiodon
Requin-baliai
Espèce
Répartition géographique
Statut de conservation UICN

 CR A2acd; C2a(i) : 
En danger critique
Le requin-baliai (Carcharhinus hemiodon) est une espèce extrêmement rare, peut-être même éteinte, de requin de la famille des Carcharhinidae. C'est un petit requin gris et trapu, qui dépasse rarement 1 m et a un museau assez long et pointu. Cette espèce peut être identifiée grâce à la forme des dents de sa mâchoire supérieure, qui sont fortement dentelées près de leur base et ont un bord lisse près de la pointe, et par sa première nageoire dorsale, qui est grande avec une longue extrémité libre. En outre, ses nageoires pectorales, sa deuxième nageoire dorsale et le lobe inférieur de sa nageoire caudale ont des extrémités noires.
Plus observé depuis 1979, le requin-baliai se rencontrait autrefois dans l'Indo-Pacifique, des eaux côtières du Golfe d'Oman jusqu'en Nouvelle-Guinée, et s'aventurait parfois en eau douce. Moins de 20 spécimens ont été étudiés, et la plupart des aspects de son histoire naturelle sont inconnus. Il se nourrit probablement de poissons osseux, de céphalopodes et de crustacés, et donne naissance à des jeunes vivants, les embryons étant nourris via une connexion au placenta de leur mère. L'Union internationale pour la conservation de la nature (UICN) a inscrit le requin-baliai parmi les espèces en danger critique d'extinction. Si elle existe encore, elle est menacée par la pêche de plus en plus intensive dans son aire de répartition.

## Description
Le requin-baliai a un corps robuste et modérément long, avec museau pointu. Les yeux sont grands et circulaires, et sont équipés de membranes nictitantes. Chaque narine est large avec un petit lobe de peau étroit en forme de téton sur le rebord antérieur. La bouche arquée ne présente pas sillons visibles ou de pores dilatés au niveau de ses extrémités. Les mâchoires supérieure et inférieure contiennent respectivement de 14 à 15 et 12 à 14 rangées de dents de chaque côté, ainsi qu'une ou deux rangées de petites dents au niveau des symphyses. Les dents de la mâchoire supérieure ont une seule étroite pointe centrale lisse et tranchante, avec de chaque côté de très grandes dentelures. Les dents de la mâchoire inférieures sont plus étroites et plus droites, et peuvent être lisses ou finement dentelées. Les cinq paires de fentes branchiales sont assez longues,,.
Prenant leur origine juste au-dessous de la quatrième paire de fentes branchiales, les nageoires pectorales sont courtes, larges et falciformes. La première nageoire dorsale est grande et falciforme et est placée juste derrière les bases de la nageoire pectorale. La deuxième nageoire dorsale est grande et haute et est positionné au-dessus ou légèrement derrière la nageoire anale. Habituellement, il n'y a pas de crête médiane entre les nageoires dorsales, et quand elle est présente cette crête est peu développée. La queue présente une encoche en forme de croissant à l'origine de la nageoire caudale supérieure. La nageoire caudale est asymétrique, avec un lobe inférieur bien développé et un lobe supérieur plus grand et présentant une encoche dans la bordure arrière, près de son extrémité,,.
La peau de ce requin est couverte de denticules dermiques qui se chevauchent ; chaque denticule présente trois arêtes horizontales menant à trois (plus rarement cinq) dents marginales. Cette espèce est grise dessus et blanche dessous, avec une bande pâle bien visible sur les flancs. Les nageoires pectorales, la deuxième nageoire dorsale et le lobe inférieur de la nageoire caudale ont des extrémités noires, tandis que la première nageoire dorsale et le lobe supérieur de la nageoire caudale sont étroitement bordées de noir. La taille maximale atteinte par le requin-baliai est méconnue du fait du manque de grands spécimens collectés, mais elle ne dépassait probablement pas beaucoup 1 m,.

## Biologie et écologie
On pense que le régime alimentaire du requin-baliai se composait de petits poissons osseux, de céphalopodes et de crustacés. Cette espèce est parasitée par le  cestode Acanthobothrium paramanandai. Comme les autres requins de la famille des Carcharhinidae, il est vivipare ; après que les embryons en développement aient épuisés leur réserve en vitellus, le sac vitellin vide se développe en une connexion avec le placenta qui permet à l'embryon d'être nourrit par sa mère, mais les détails spécifiques sont inconnus. Le plus petit spécimen connu est une femelle de 32 cm de long, ce qui pourrait correspondre à la taille à la naissance. La maturité sexuelle est atteinte à une longueur dépassant 60 cm.

## Distribution et habitat

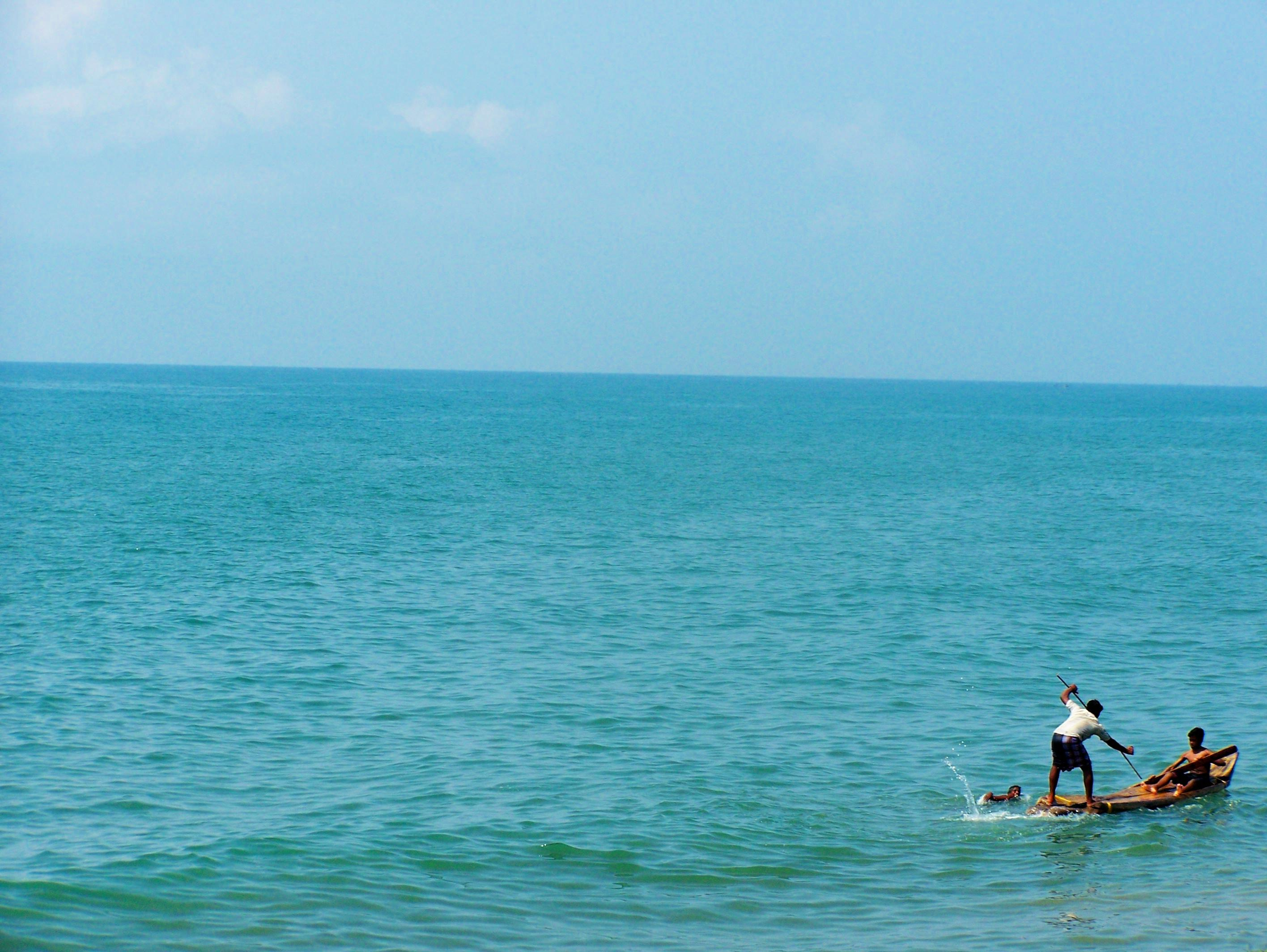
La plupart des observations du requin-baliai ont eu lieu le long des côtes de l'Inde.

Le requin-baliai semble avoir été largement distribué dans la région Indo-Pacifique. Il a peut-être été autrefois courant, et il aurait été régulièrement pris par les pêcheurs au large de l'Inde et du Pakistan, mais il est maintenant extrêmement rare,. La plupart des spécimens connus ont été collectés au large de l'Inde, avec également quelques spécimens venant du Golfe d'Oman, de Bornéo et de Java. Il y a aussi des observations moins fiables dans la mer de Chine méridionale et dans d'autres parties de l'Asie du Sud-Est comme au Vietnam et aux Philippines, en Nouvelle-Guinée et au nord de l'Australie. Cette espèce réside dans les eaux côtières. Plusieurs sources plus anciennes ont indiqué qu'on peut le trouver dans les fleuves comme la Hooghly et le Saïgon, mais il pourrait dans ce cas avoir été confondu avec un requin du genre Glyphis, dont les espèces sont courantes dans les eaux douce des rivières. Si ces observations sont exactes, cela voudrait dire que ce requin tolère une faible salinité de l'eau.

## Taxonomie

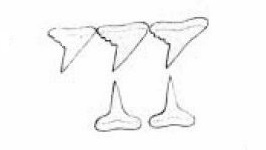
Illustration accompagnant la description de Müller et Henle.

La première description scientifique du requin-baliai a été rédigé par les biologistes allemands Johannes Müller et Jakob Henle dans leur Systematische Beschreibung der Plagiostomen de 1839. Leur description s'appuyait sur un mâle immature de 47 cm de long mâle capturé près de Pondichéry, en Inde, et trois autres paratypes provenant de la même région. Müller et Henle attribue le nom donné à la nouvelle espèce, Carcharias (Hypoprion) hemiodon, au zoologiste français Achille Valenciennes. L'épithète spécifique hemiodon vient du grec hémi signifiant « demi » et odon signifiant « dent »,,.
En 1862, Theodore Gill élève Hypoprion au rang de genre à part entière, et il place le requin-baliai dans son propre genre, Hypoprionodon, s'appuyant sur les positions relatives des nageoires dorsales et pectorales. Les auteurs ultérieurs ont généralement reconnu la première révision de Gill, mais pas la seconde, et cette espèce devient Hypoprion hemiodon. En 1985, Jack Garrick, confortant les travaux taxonomiques menés plus tôt par Leonard Compagno, place Hypoprion comme un synonyme de Carcharhinus.

## Phylogénie
Les relations évolutives du requin-baliai au sein de son genre sont mal connues. Dans une étude de 1988 basée sur des données morphologiques, Compagno propose de le regrouper avec le Requin tiqueue (C. porosus), le Requin à taches noires (C. sealei), le Requin à queue tachetée (C. sorrah), le Requin baleinier (C. fitzroyensis), le Requin à joues blanches (C. dussumieri), le Requin de Bornéo (C. borneensis) et le Requin à nez rude (C. macloti).

## Relations avec l'Homme
Inoffensif pour les humains, le requin-baliai a été pêché pour sa viande. Moins de 20 spécimens ont été déposés dans les collections des musées, dont la plupart ont été collectés avant 1900. Le dernier signalement de cette espèce date de 1979, malgré le fait que des études de marché approfondies ait été menées en Indonésie et aux Philippines depuis lors, ce qui fait craindre que l'espèce puisse être déjà éteinte. Étant donné que la pêche artisanale et commerciale est de plus en plus intense et n'est pas réglementée au sein de son aire de répartition, l'Union internationale pour la conservation de la nature (UICN) a inscrit le requin-baliai en danger critique d'extinction et accorde une grande priorité à la localisation des populations survivantes.